# Seconde guerre des Margraves
Batailles
Sievershausen - Hof - Plassenburg
La seconde guerre des margraves est un conflit du Saint-Empire romain germanique qui s'est déroulé entre 1552 (paix de Passau) et 1555. Son instigateur est Albert Alcibiade, le margrave de Brandenbourg-Kulmbach et Brandenbourg-Bayreuth. La guerre a causé de graves dégâts principalement en Franconie et s'est conclue par l'exil d'Albert Alcibiade.